# 菲茨卡拉爾德區
菲茨卡拉爾德區（西班牙語：Distrito de Fitzcarrald），是秘魯的一個區，位於該國東南部馬德雷德迪奧斯大區的馬努省，始建於1912年12月26日，面積10,955.3平方公里，海拔高度330米，2005年人口1,062，人口密度每平方公里0.097人。